# Блакитна цятка: космічне майбутнє людства
«Бліда блакитна цятка: Бачення майбутнього людини в космосі» (англ. Pale Blue Dot: A Vision of the Human Future in Space, в перекладі українською видавництва КСД — «Блакитна цятка: космічне майбутнє людства») — книга астронома Карла Сагана 1994 року, продовження його книги «Космос» 1980 року. На створення книги автора надихнула фотографія «Бліда блакитна цятка», знята 1990 року «Вояджером-1» з ініціативи Сагана та емоційно описана ним у книзі. Книга поєднує опис сучасних знань про Сонячну систему, філософські роздуми про місце людини у Всесвіті та власне бачення майбутнього людства.

## Резюме
У першій частині книги автор досліджує історичні твердження про унікальність Землі та людського роду. Саган висуває дві причини стійкості ідеї геоцентричного всесвіту: людська гордість за наше існування та загроза тортур для тих, хто не погоджувався з цією точкою зору, особливо за часів Римської інквізиції. Однак він також визнає, що наукові інструменти до останніх кількох століть були недостатньо точними, аби виміряти такі ефекти, як паралакс, що загалом ускладнювало спростування геоцентричної теорії.

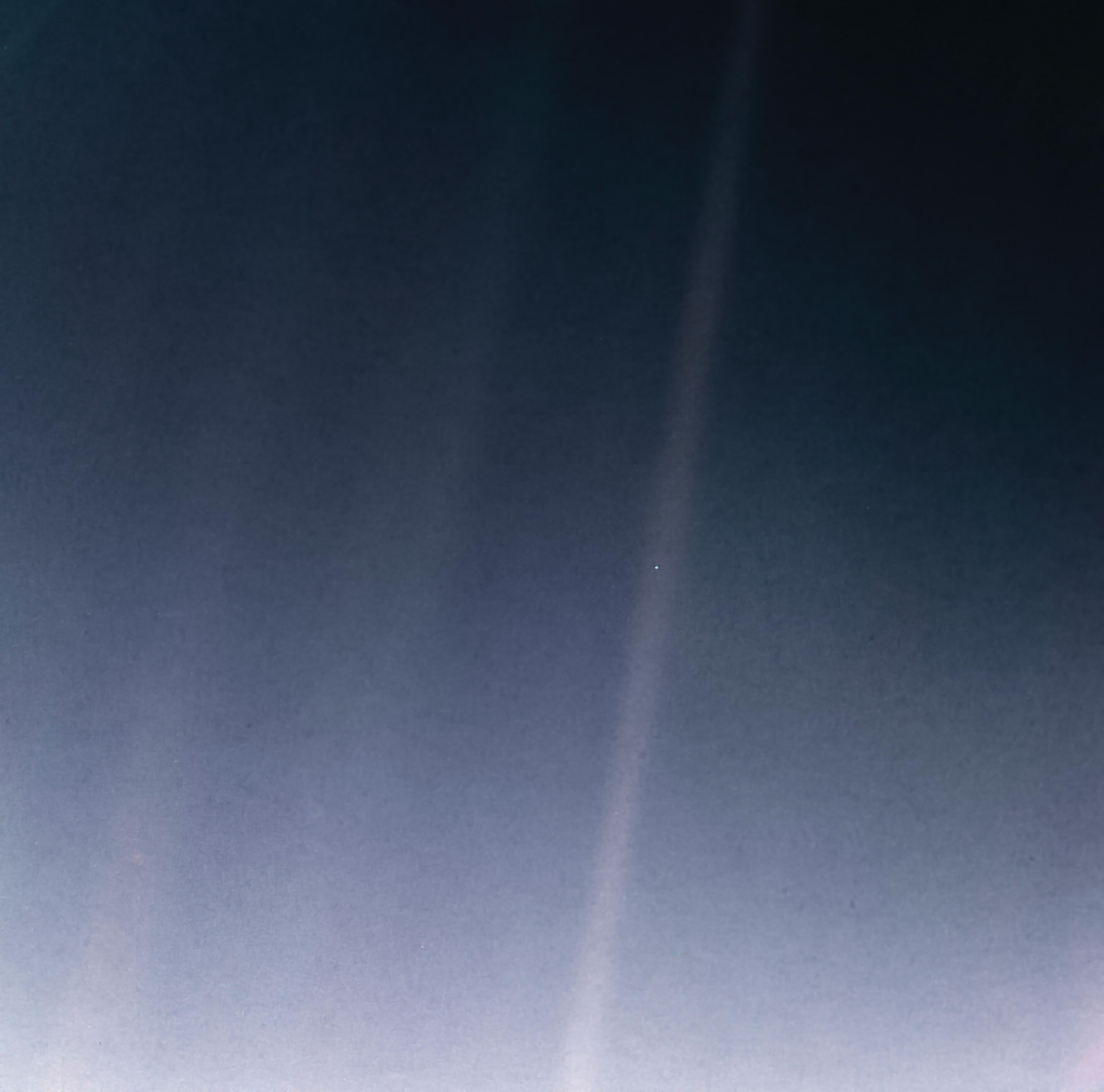
«Бліда блакитна крапка», оброблена за допомогою сучасних графічних програм і перепублікована NASA у 2020 році до 30-ї річниці знімків

Підсумувавши, що ми набули скромності через розуміння того, що ми не є центром Всесвіту, Саган переходить до дослідження Сонячної системи. Він починає з розповіді про програму «Вояджер», у якій він брав активну участь. Він описує труднощі роботи з низьким рівнем освітленості на далеких планетах, а також механічні та комп'ютерні проблеми, які переслідували космічні кораблі і які не завжди можна було діагностувати та виправити дистанційно. Потім Саган описує кожну з планет, а також деякі супутники, зокрема Титан, Тритон і Міранду, зосереджуючись на тому, чи можливе життя у межах Сонячної системи.
Саган стверджує, що вивчення інших планет створює контекст для розуміння Землі та захисту єдиної рідної планети людства від екологічної катастрофи. Він вважає, що рішення NASA скоротити дослідження Місяця після програми «Аполлон» було недалекоглядним, незважаючи на великі витрати та зниження популярності серед американської громадськості. Саган каже, що майбутнє дослідження космосу має зосередитися на способах захисту Землі та розширенні присутності людства за її межами. Книгу було опубліковано того ж року, коли комета Шумейкера-Леві 9 врізалася в Юпітер — і Саган використовує цю подію, щоб підкреслити небезпеку, яка загрожує Землі від випадкових астероїдів або комет, достатньо великих, аби завдати значних збитків, якщо вони зіткнуться з Землею. Він каже, що нам потрібна політична воля для відстеження великих позаземних об'єктів, інакше ми ризикуємо втратити все. Саган стверджує, що для порятунку людства слід використовувати колонізацію космосу та тераформування.
Далі в книзі дружина Сагана, Енн Друян, пропонує читачам вибрати одну з інших планетарних крапок, сфотографованих і представлених у книзі, і уявити, що в цьому світі є мешканці, які вірять, що Всесвіт створено виключно для них самих. Вона поділяла переконання Сагана, що люди не такі важливі, як вони думають.
Перше видання книги містить великий список ілюстрацій і фотографій, більшість із яких взято з публічних архівів інформації опублікованих NASA .

## Українські видання
- Карл Саган. Блакитна цятка: космічне майбутнє людства. — Харків : Книжковий клуб «Клуб Сімейного Дозвілля», 2023. — 320 с. — (Фундація) — 3000 прим. — ISBN 978-617-12-9893-4.
- Карл Саган. Блакитна цятка: космічне майбутнє людства. — Харків : Книжковий клуб «Клуб Сімейного Дозвілля», 2019. — 320 с. — 2500 прим. — ISBN 978-617-12-6141-9.